# 戸田 (名古屋市)
戸田（とだ）は、愛知県名古屋市中川区の地名。現行行政地名は戸田一丁目から戸田五丁目と富田町大字戸田。住居表示未実施。富田町大字戸田には、27の小字が設置されている。

## 地理
戸田一～五丁目は名古屋市中川区西部に位置し、東は春田四～五丁目・供米田三丁目、西は戸田西一～三丁目・戸田ゆたか一～二丁目、南は水里四丁目、北は戸田明正一～二丁目に接する。

### 河川
- 戸田川

## 歴史

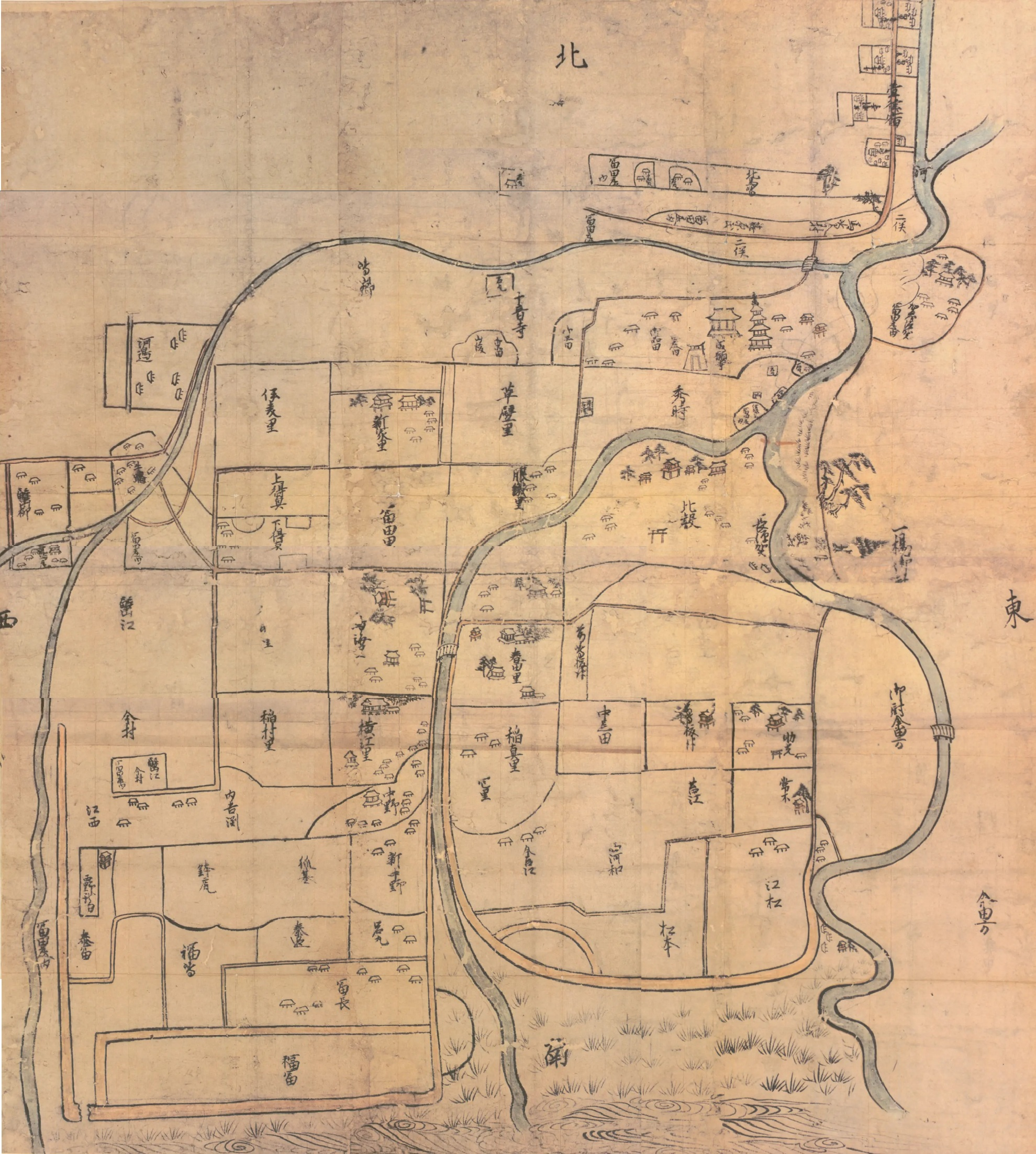
鎌倉時代の富田庄絵図（円覚寺文書）。「横江里」「中野」と書かれた付近が当地と推定される。

### 町名の由来
江戸期の海東郡戸田村を前身とする。古くは富田と称していたものが略されて戸田となった説（『尾張国地名考』、『尾張徇行記』）や、かつて桑畑が広がっており、桑や漆を植えるために民家に田を与えることを意味する戸田に由来する説がある。

### 行政区画の変遷
- 1889年（明治22年）10月1日 - 町村制施行・合併に伴い、海東郡戸田村大字戸田となる[3]。
- 1906年（明治39年）7月1日 - 合併に伴い、富田村大字戸田となる[3]。
- 1944年（昭和19年）2月11日 - 町制施行に伴い、富田町大字戸田となる[3]。
- 1955年（昭和30年）10月1日 - 名古屋市中川区へ編入し、同区富田町大字戸田となる[3]。
- 1981年（昭和56年）10月1日 - 一部が水里一～四丁目となる[4]。
- 1982年（昭和57年）
  - 6月26日 - 一部が福島一～三丁目となる[4]。
  - 10月9日 - 一部が水里一～二丁目および五丁目となる[4]。
  - 10月10日 - 一部が服部五丁目となる[3]。
- 1988年（昭和63年）2月11日 - 一部が戸田一～五丁目・戸田西一～三丁目・戸田ゆたか一～二丁目となり、一部を水里二～四丁目へ編入[3][4]。
- 2009年（平成21年）7月25日 - 一部が戸田明正一～三丁目となり、一部を戸田西一丁目・戸田ゆたか二丁目へ編入[WEB 7]。

## 世帯数と人口
2019年（平成31年）2月1日現在の世帯数と人口は以下の通りである。
| 丁目       | 世帯数    | 人口    |
| ---------- | --------- | ------- |
| 戸田一丁目 | 437世帯   | 1,101人 |
| 戸田二丁目 | 326世帯   | 804人   |
| 戸田三丁目 | 282世帯   | 630人   |
| 戸田四丁目 | 383世帯   | 954人   |
| 戸田五丁目 | 365世帯   | 813人   |
| 計         | 1,793世帯 | 4,302人 |

### 人口の変遷
国勢調査による人口の推移
| 2000年（平成12年） | 3,823人 | [ WEB 8 ]  |  |
| 2005年（平成17年） | 3,828人 | [ WEB 9 ]  |  |
| 2010年（平成22年） | 3,969人 | [ WEB 10 ] |  |
| 2015年（平成27年） | 4,137人 | [ WEB 11 ] |  |

## 学区
市立小・中学校に通う場合、学校等は以下の通りとなる。また、公立高等学校に通う場合の学区は以下の通りとなる。
| 丁目       | 番・番地等 | 小学校               | 中学校                 | 高等学校 |
| ---------- | ---------- | -------------------- | ---------------------- | -------- |
| 戸田一丁目 | 全域       | 名古屋市立戸田小学校 | 名古屋市立供米田中学校 | 尾張学区 |
| 戸田二丁目 | 全域       | 名古屋市立戸田小学校 | 名古屋市立供米田中学校 | 尾張学区 |
| 戸田三丁目 | 全域       | 名古屋市立戸田小学校 | 名古屋市立供米田中学校 | 尾張学区 |
| 戸田四丁目 | 全域       | 名古屋市立戸田小学校 | 名古屋市立供米田中学校 | 尾張学区 |
| 戸田五丁目 | 全域       | 名古屋市立戸田小学校 | 名古屋市立供米田中学校 | 尾張学区 |

## 施設

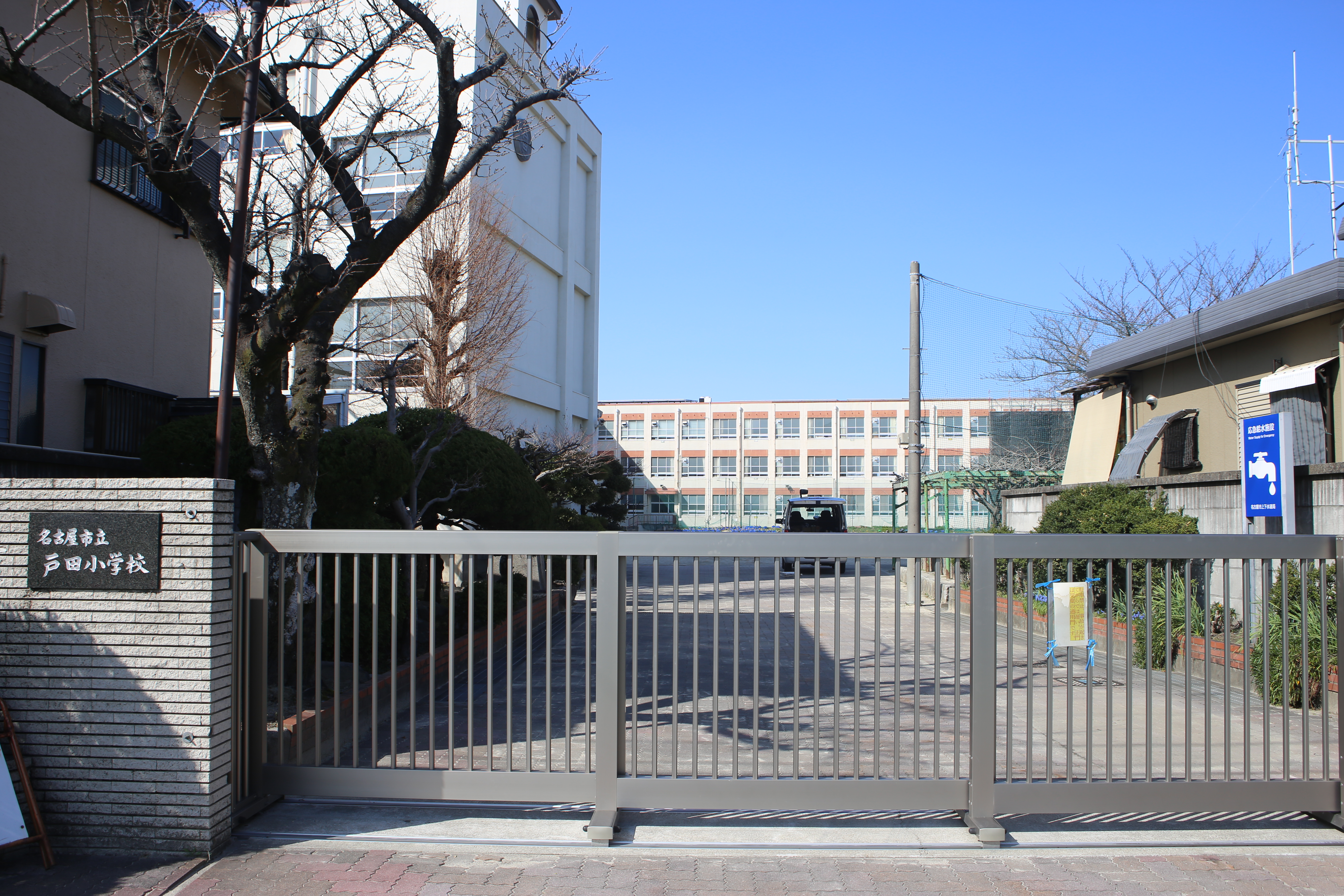
名古屋市立戸田小学校
- 名古屋戸田郵便局
- 名古屋市富田地区会館
- 三十三銀行戸田支店
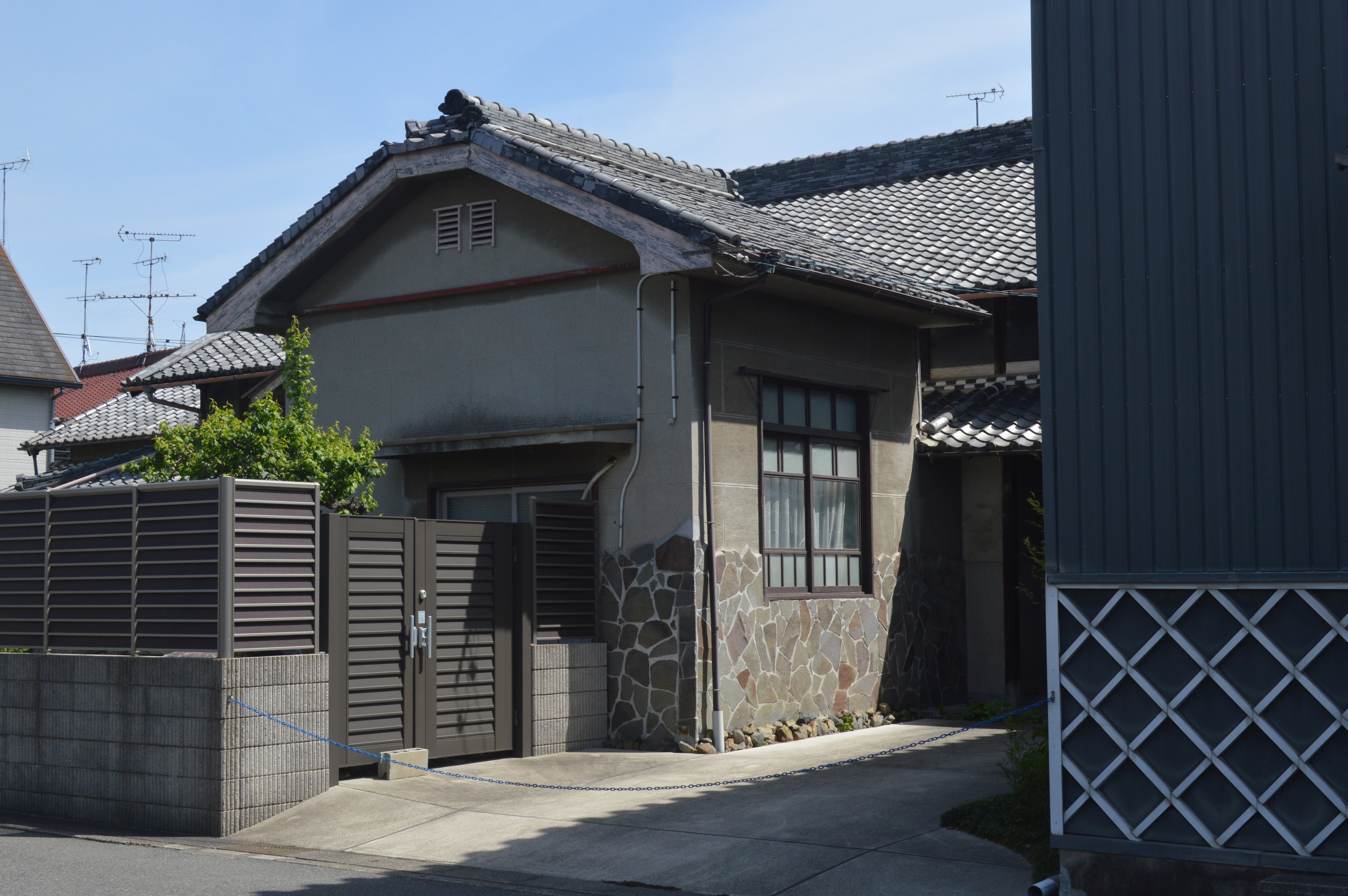
旧常盤醸造本宅 - 1771年（明和8年）創業。登録地域建造物資産。
- 旧桜味醂醸造
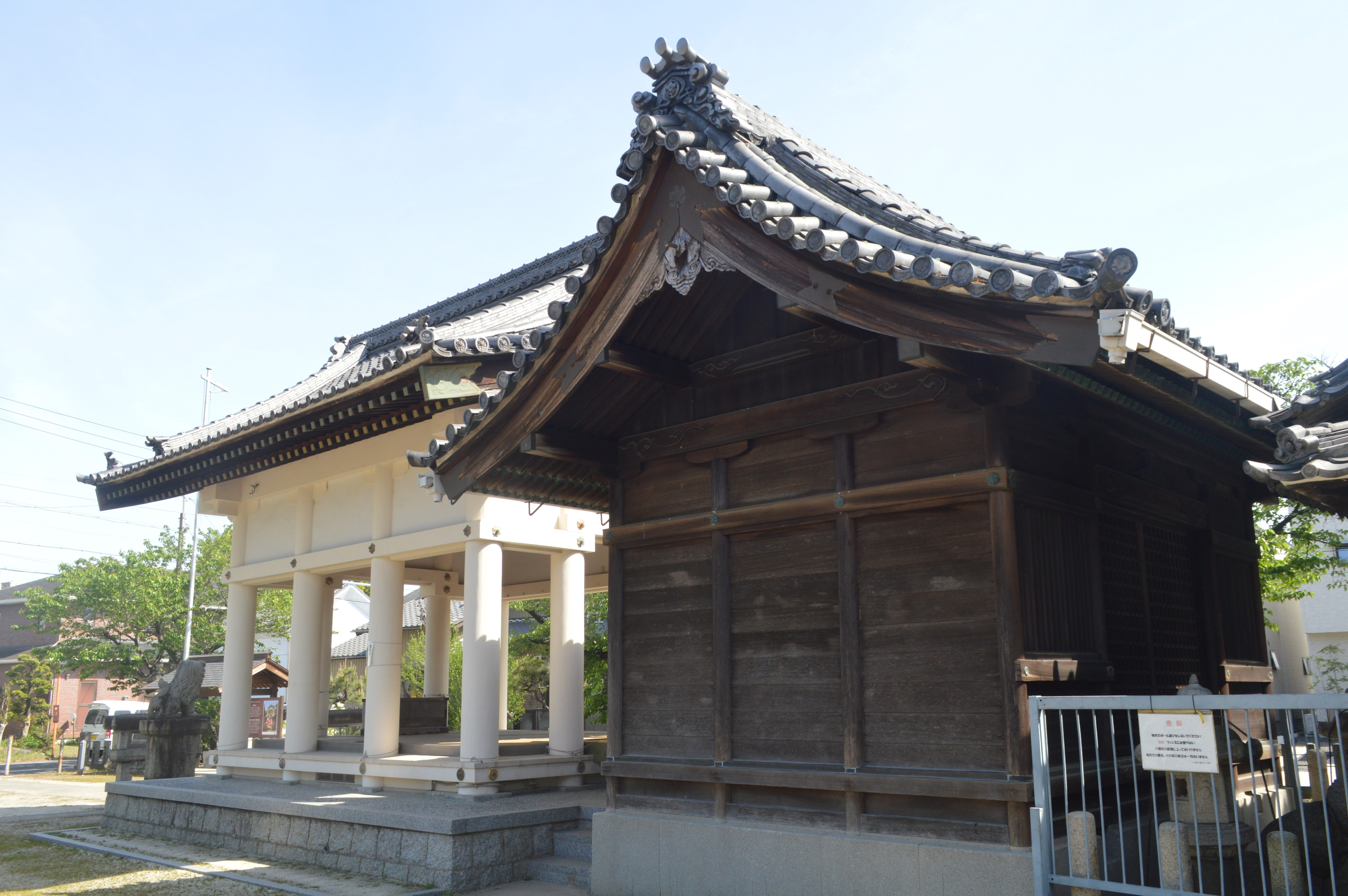
八幡神社（一之割）
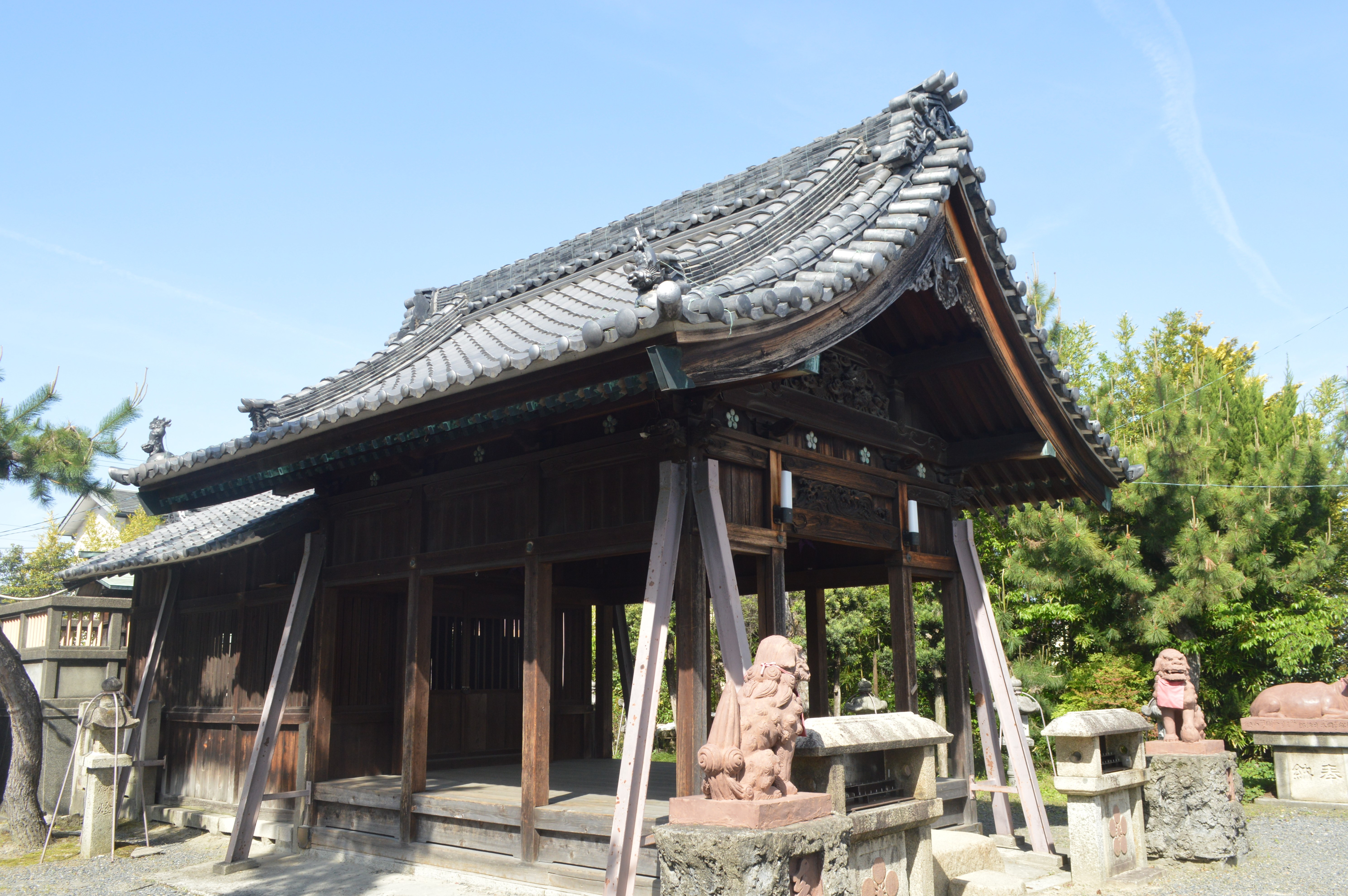
天満宮（二之割）
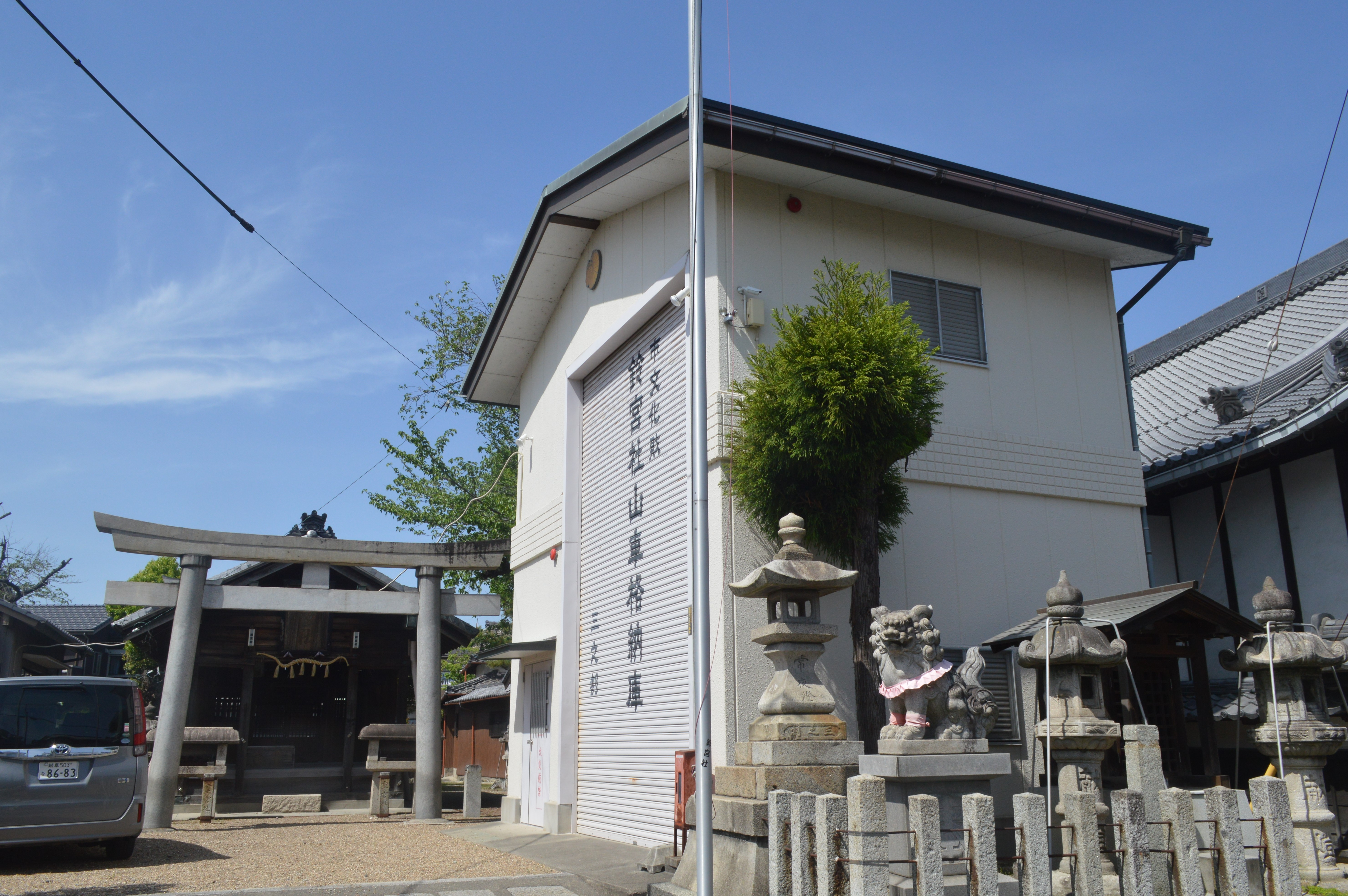
鈴宮社（三之割）
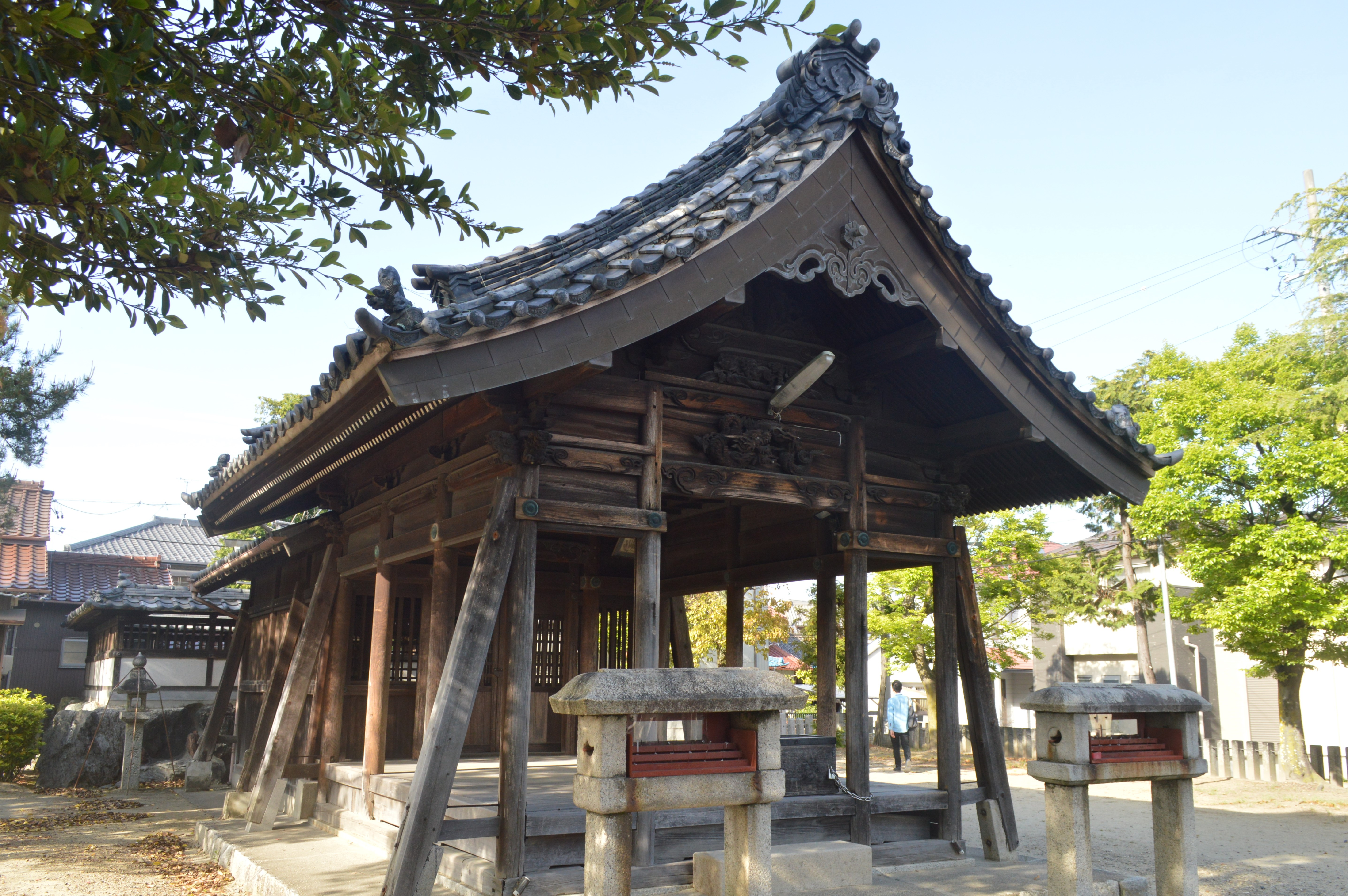
白山神社（四之割）
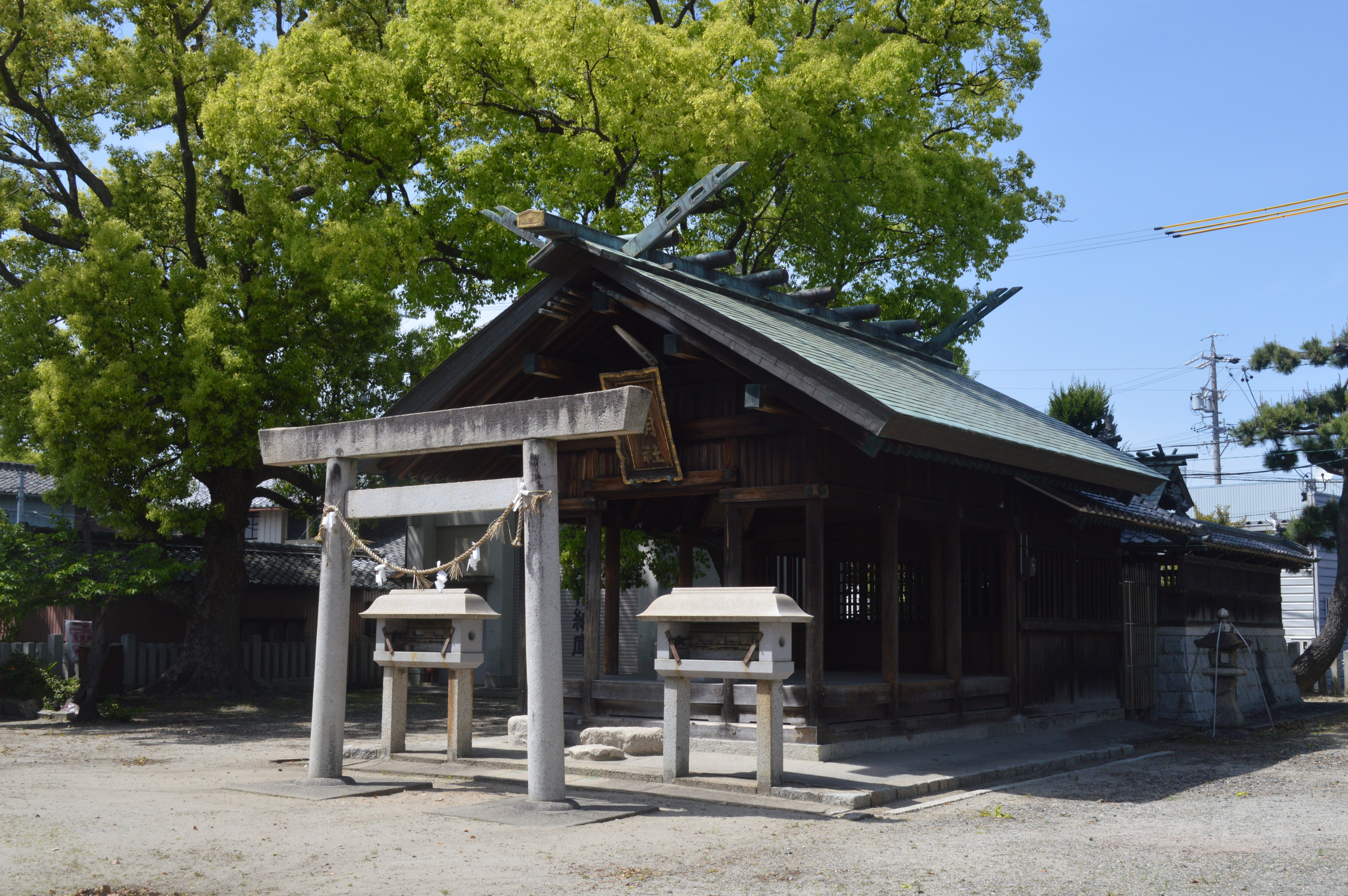
神明社（五之割）
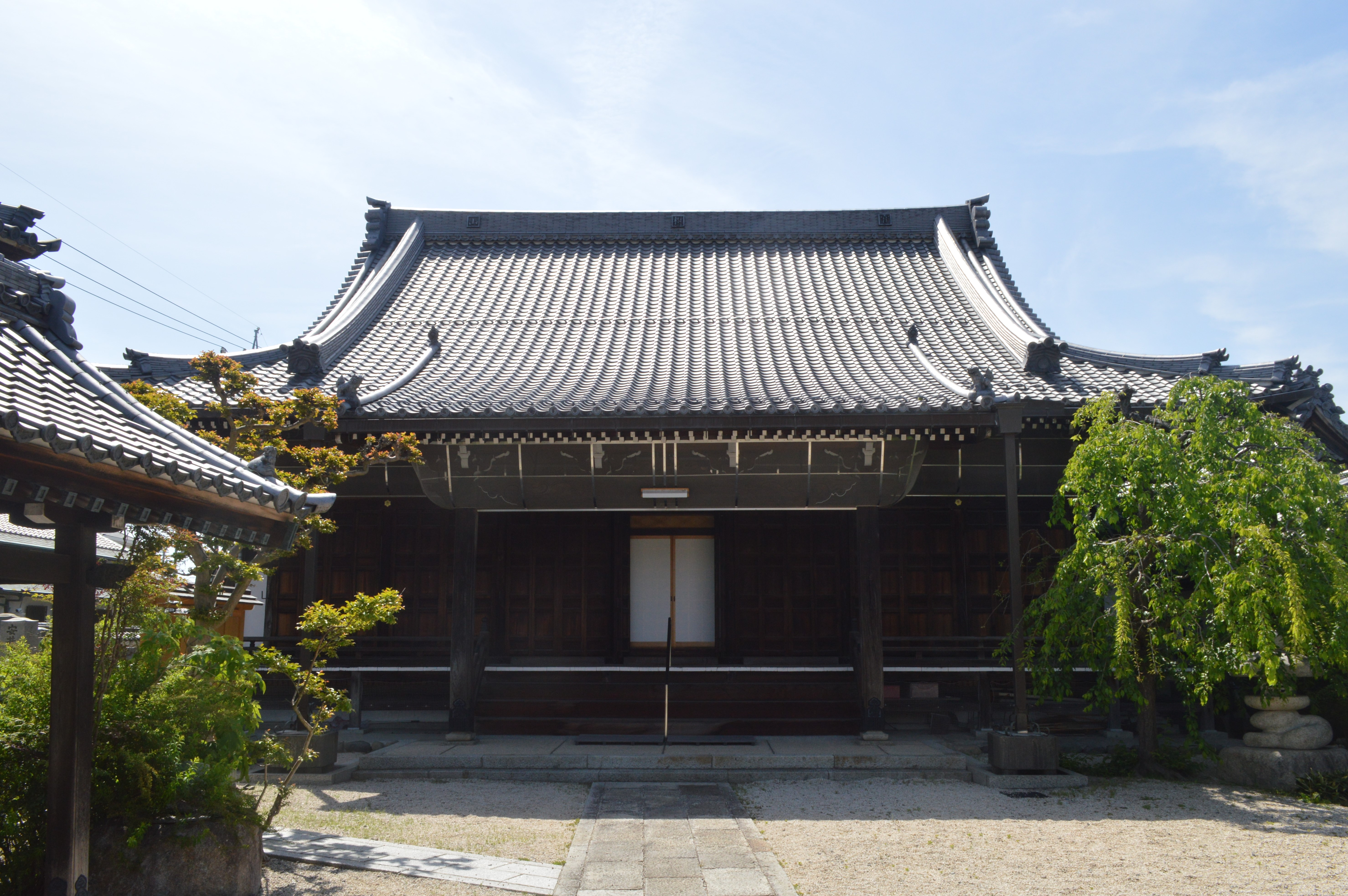
寶泉寺
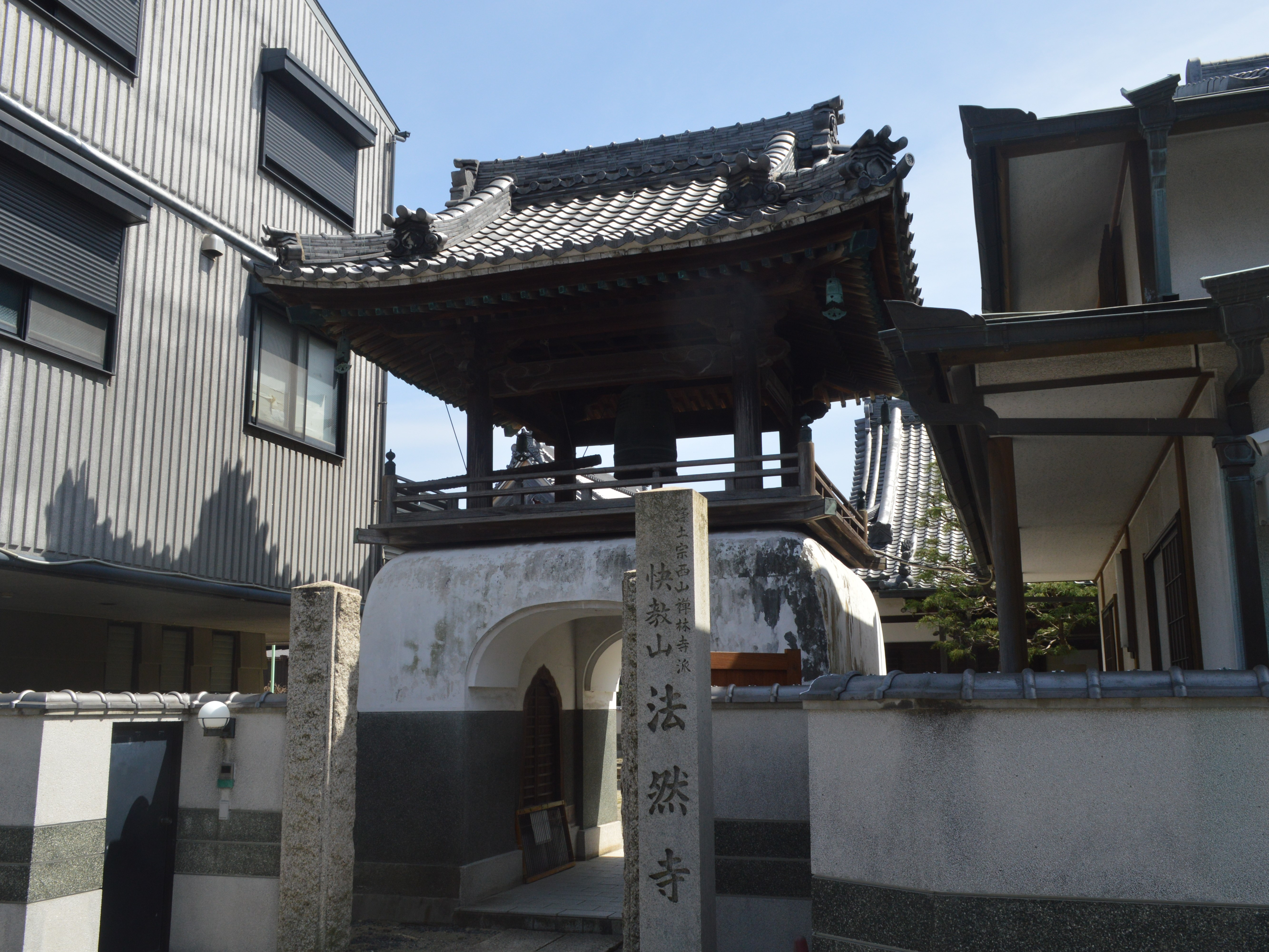
法然寺
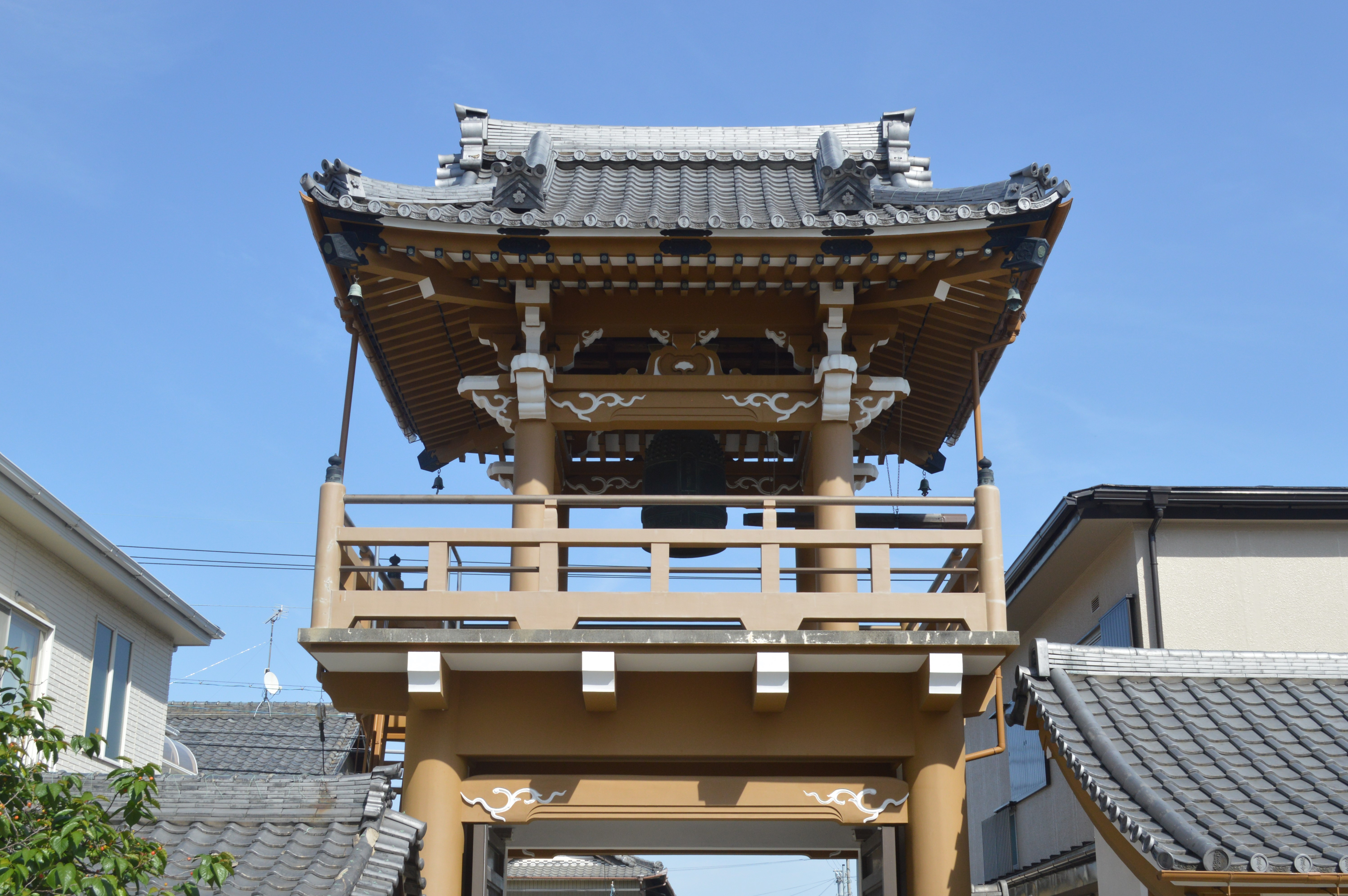
西照寺
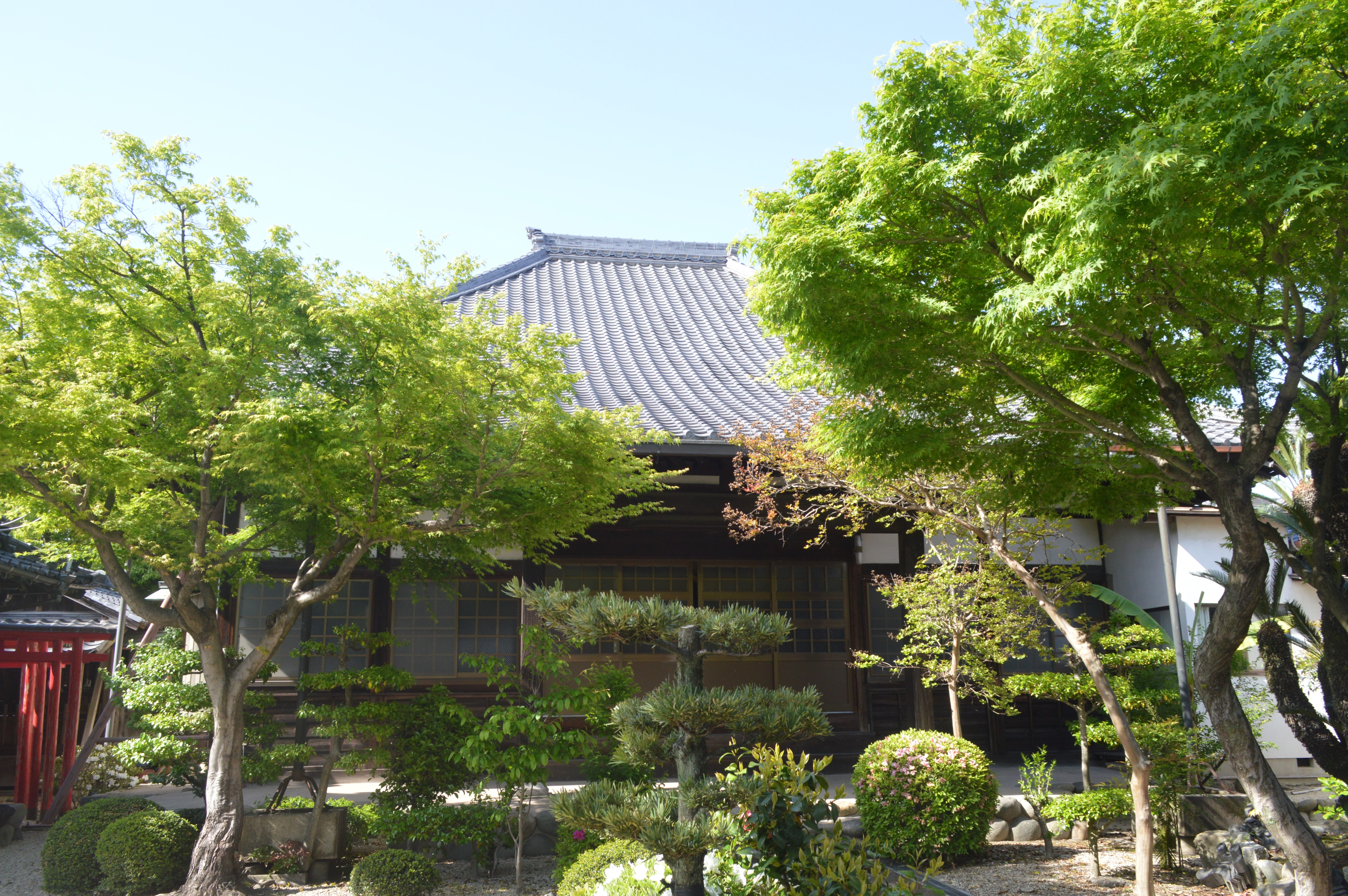
太平寺
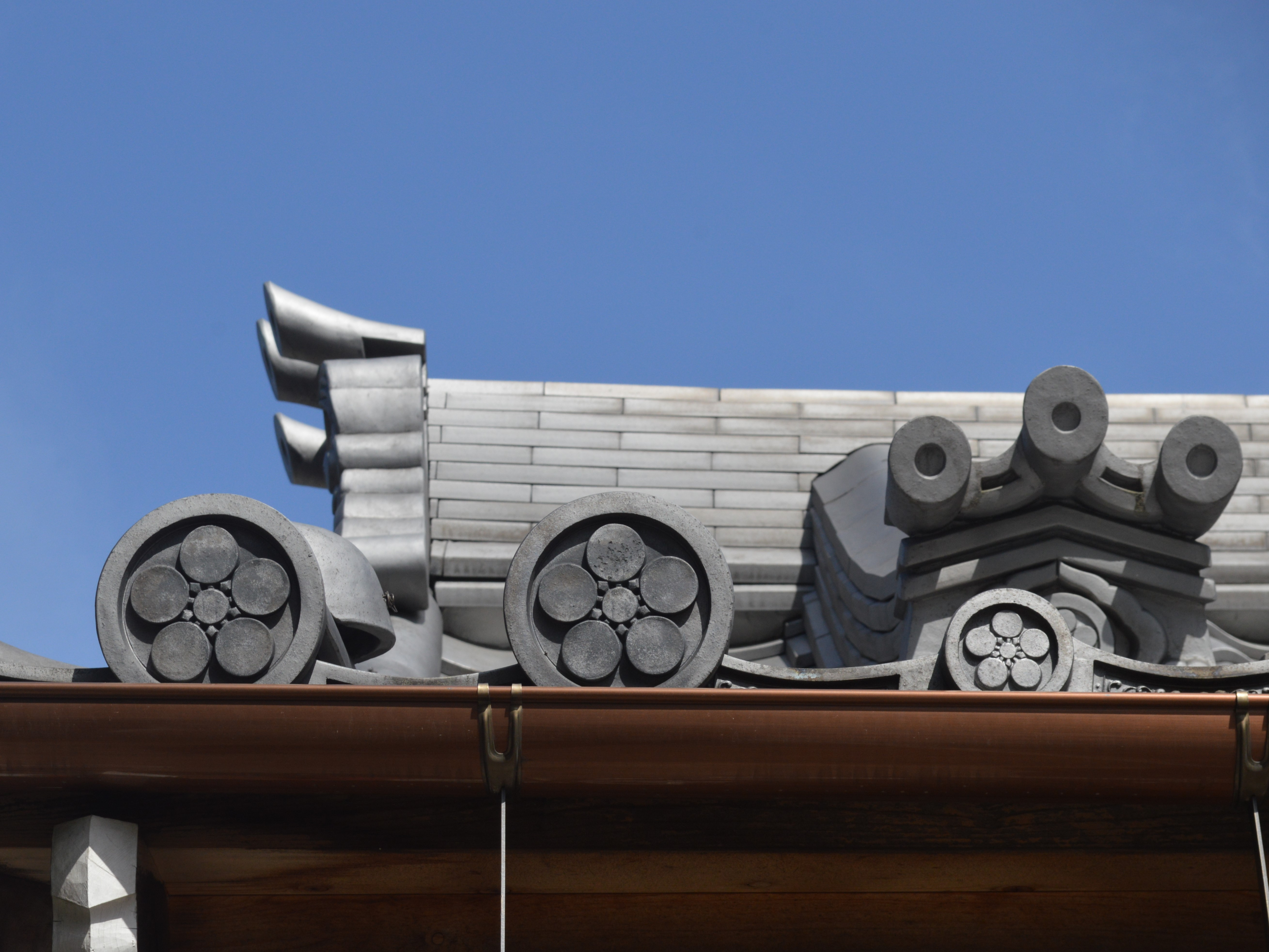
浄賢寺

- 名古屋市立戸田小学校
- 旧常盤醸造本宅
- 八幡神社（一之割）
- 天満宮（二之割）
- 鈴宮社（三之割）
- 白山神社（四之割）
- 神明社（五之割）
- 寶泉寺
- 法然寺
- 西照寺
- 太平寺
- 浄賢寺

## 交通

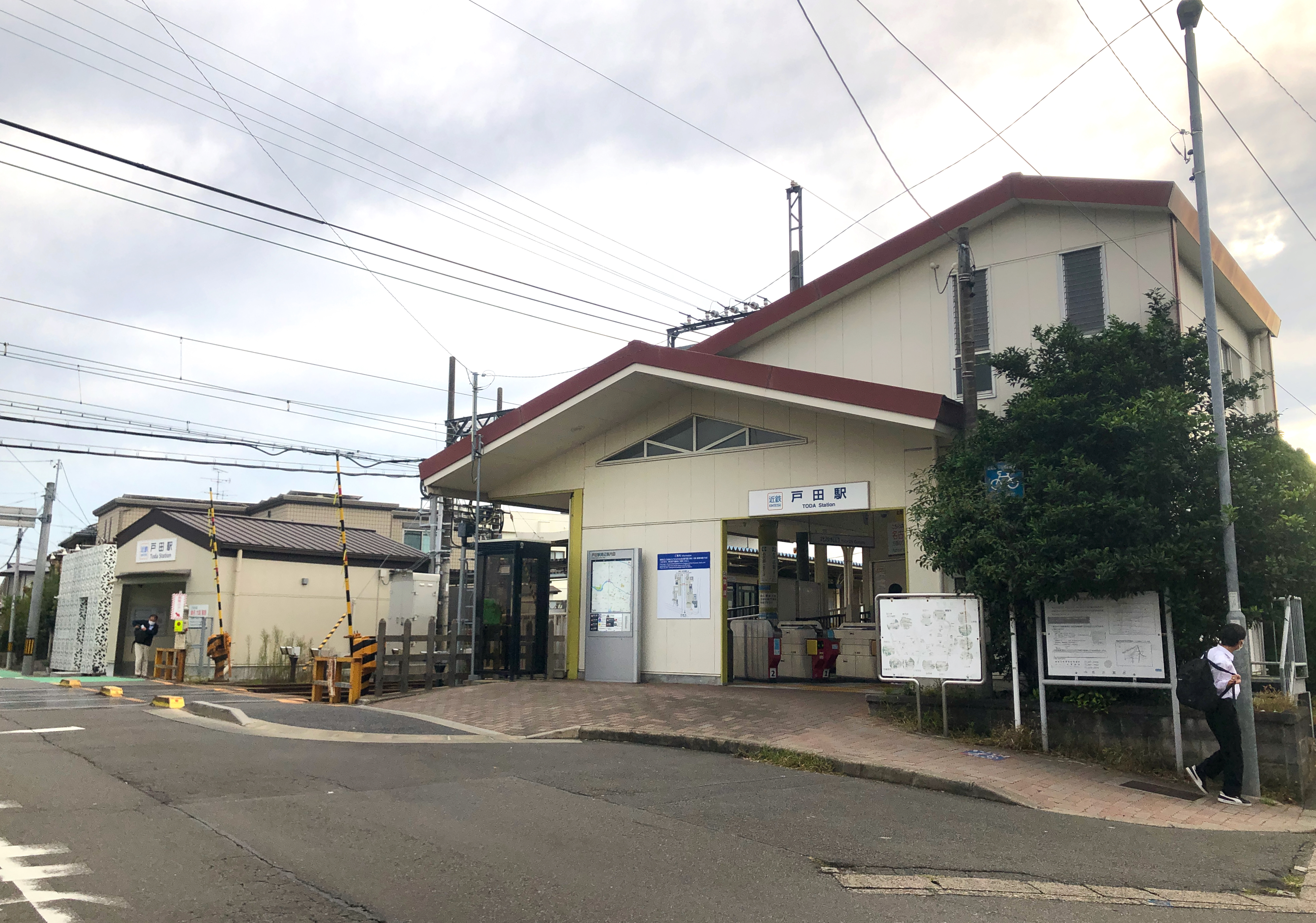
戸田駅

### 鉄道
- 近鉄名古屋線 戸田駅

### バス
- 戸田荘（名古屋市営バス 幹中村1・金山23・高畑17・富田巡回・南陽巡回）
- 戸田（名古屋市営バス 金山22・富田巡回） - 近鉄の戸田駅とは位置が違う。
- 戸田西2（名古屋市営バス 金山22）
- 戸田小学校（名古屋市営バス 金山22）
- 戸田3（名古屋市営バス 富田巡回）
- 戸田明正2（名古屋市営バス 南陽巡回）

### 道路
- 愛知県道29号弥富名古屋線

## その他

### 日本郵便
- 郵便番号 : 454-0962[WEB 3]（集配局：中川郵便局[WEB 14]）。

### WEB
1. ↑  “愛知県名古屋市中川区の町丁・字一覧”.   人口統計ラボ. 2018年11月8日閲覧。
2. 1 2  “町・丁目(大字)別、年齢(10歳階級)別公簿人口(全市・区別)”.   名古屋市 (2019年2月20日). 2019年2月20日閲覧。
3. 1 2  “郵便番号”.  日本郵便. 2019年2月10日閲覧。
4. ↑  “市外局番の一覧”.   総務省. 2019年1月6日閲覧。
5. ↑  “住所コード検索”. 自動車登録関係コード検索システム.  国土交通省. 2018年10月29日閲覧。
6. 1 2  名古屋市役所市民経済局地域振興部住民課町名表示係 (2015年10月21日). “中川区の町名一覧”.   名古屋市. 2017年10月7日閲覧。
7. ↑  “名古屋市:名古屋市中川区の一部で町名・町界変更を実施(平成21年7月25日実施)”.   名古屋市. 2020年6月6日閲覧。
8. ↑  名古屋市役所総務局企画部統計課統計係 (2005年7月1日). “（刊行物）名古屋の町(大字)・丁目別人口 (平成12年国勢調査) 中川区” (xls). 2017年10月8日閲覧。
9. ↑  名古屋市役所総務局企画部統計課統計係 (2007年6月29日). “平成17年国勢調査　名古屋の町(大字)別・年齢別人口 中川区” (xls). 2017年10月8日閲覧。
10. ↑  名古屋市役所総務局企画部統計課統計係 (2012年6月29日). “平成22年国勢調査　名古屋の町(大字)別・年齢別人口 中川区” (xls). 2017年10月8日閲覧。
11. ↑  名古屋市役所総務局企画部統計課統計係 (2017年7月7日). “平成27年国勢調査　名古屋の町(大字)別・年齢別人口” (xls). 2017年10月8日閲覧。
12. ↑  “市立小・中学校の通学区域一覧”.   名古屋市 (2018年11月10日). 2019年1月14日閲覧。
13. ↑  “平成29年度以降の愛知県公立高等学校（全日制課程）入学者選抜における通学区域並びに群及びグループ分け案について”.   愛知県教育委員会 (2015年2月16日). 2019年1月14日閲覧。
14. ↑  郵便番号簿 平成29年度版 - 日本郵便. 2019年02月10日閲覧 (PDF)

### 文献
1. ↑  名古屋市計画局 1992, p. 472.
2. ↑  名古屋市計画局 1992, p. 476.
3. 1 2 3 4 5 6  名古屋市計画局 1992, p. 831.
4. 1 2 3 4  名古屋市計画局 1992, p. 832.